# نگارخانه نیو ساوت ولز
نگارخانه نیو ساوت ولز (انگلیسی: Art Gallery of New South Wales) در سیدنی، نیو ساوت ولز استرالیا واقع شده است. این نگارخانه مهم‌ترین نگارخانه عمومی سیدنی و یکی از بزرگترین موزه‌های استرالیاست. این گالری اولین بار در ۱۸۷۴ برای بازدید عموم بازگشایی شد. ورود به نمایشگاه اصلی موزه که دربردارنده آثاری از هنرهای استرالیایی (از زمان سکونت بشر تا امروز)، اروپایی و آسیایی است، رایگان است. بخش اختصاصی آسیای موزه در سال ۲۰۰۳ افتتاح شد. از آثار مشهور این موزه می‌توان به سیب‌ها و جام (۱۹۱۶-۱۹۱۲) اثر ساموئل پپلو اشاره کرد.

## نمونهٔ آثار

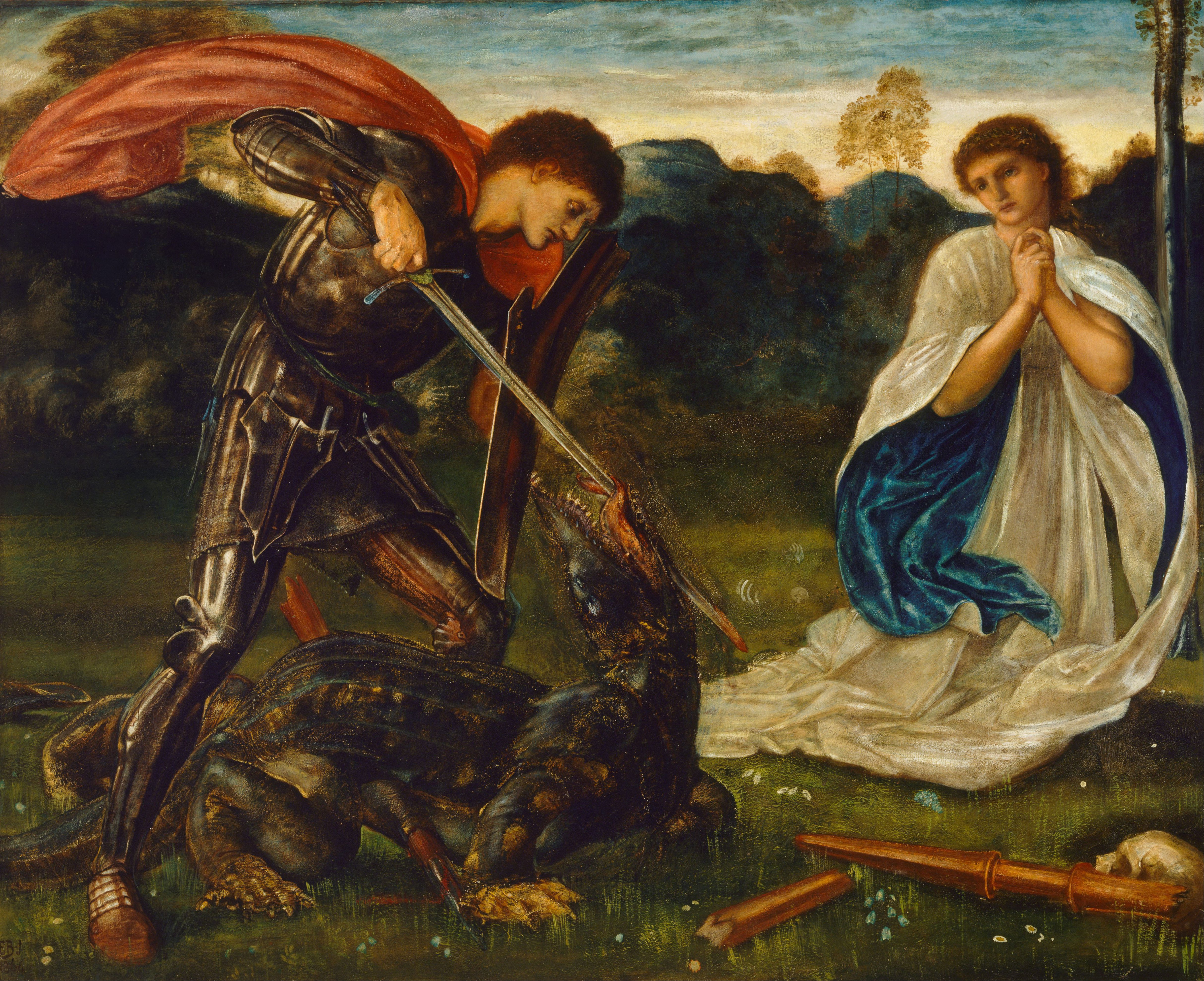
قتل اژدها توسط جرجیس ۱۸۶۶ م. اثر ادوارد بورن-جونز
آتش افروخته‌شده ۱۸۹۱ م. اثر آرتور استریتن
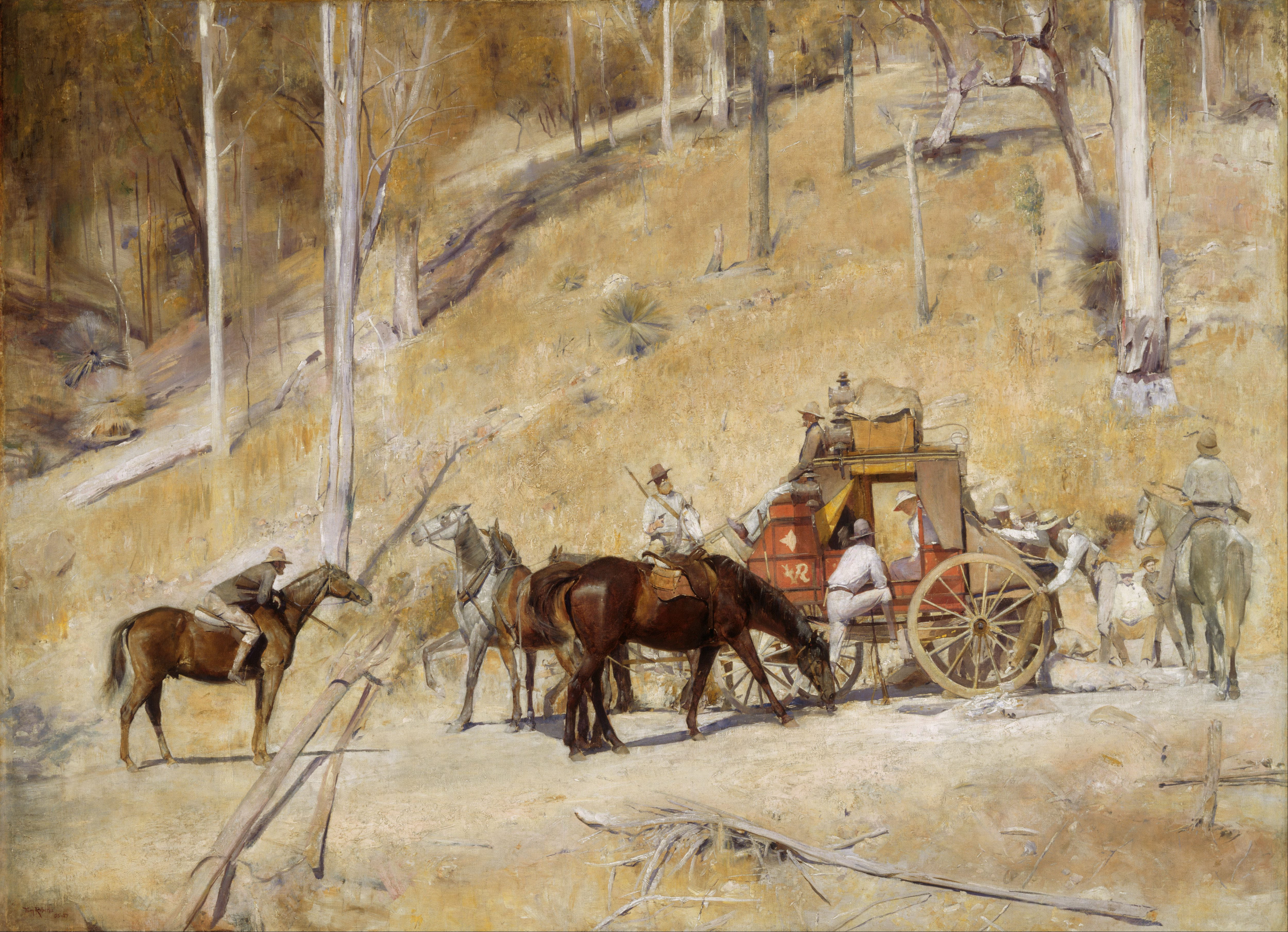
باج‌بگیر ۱۸۹۵ م. اثر تام رابرتز
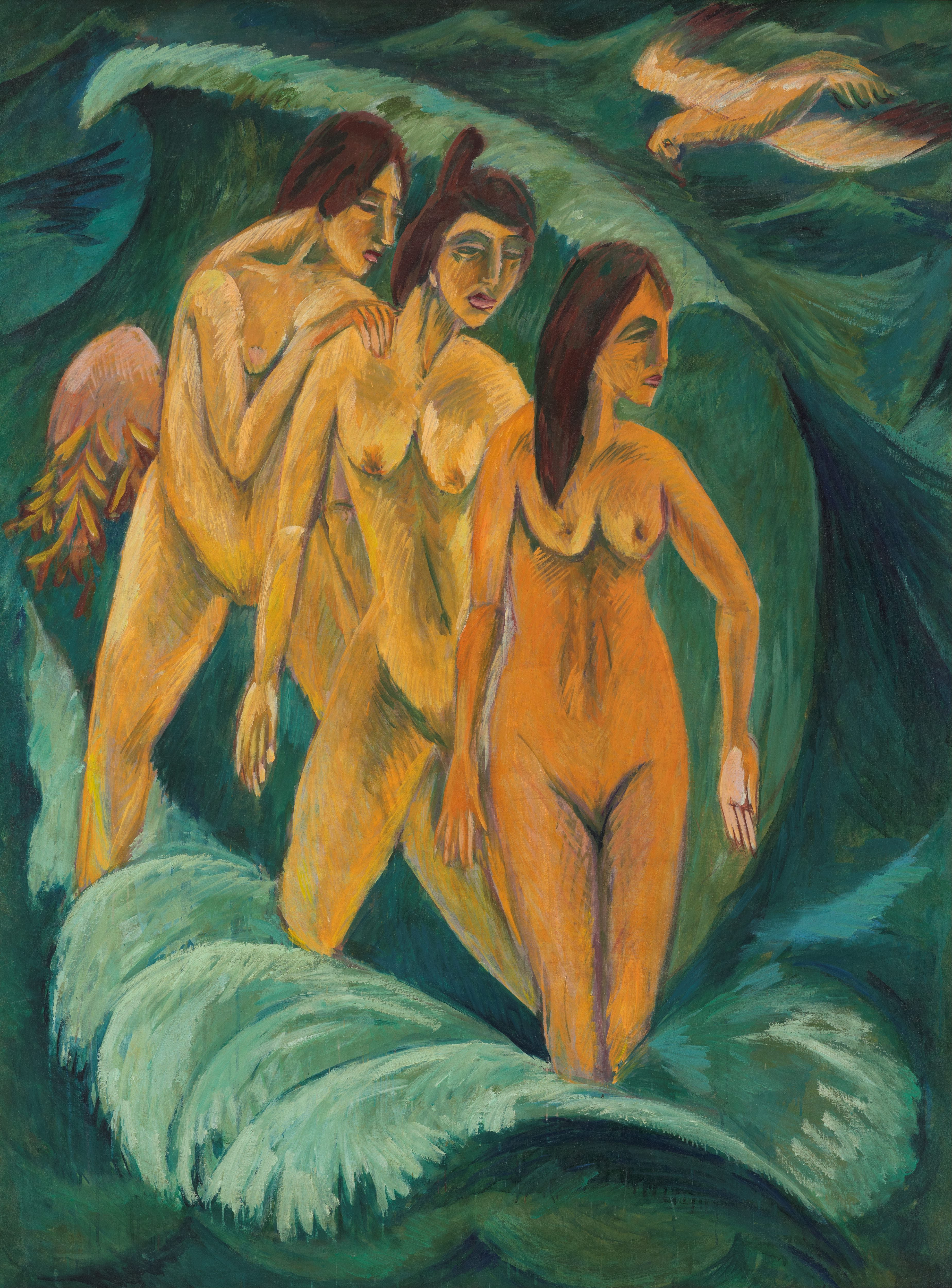
سه زن حین آب‌تنی ۱۹۱۳ م. اثر ارنست لودویگ کیرشنر
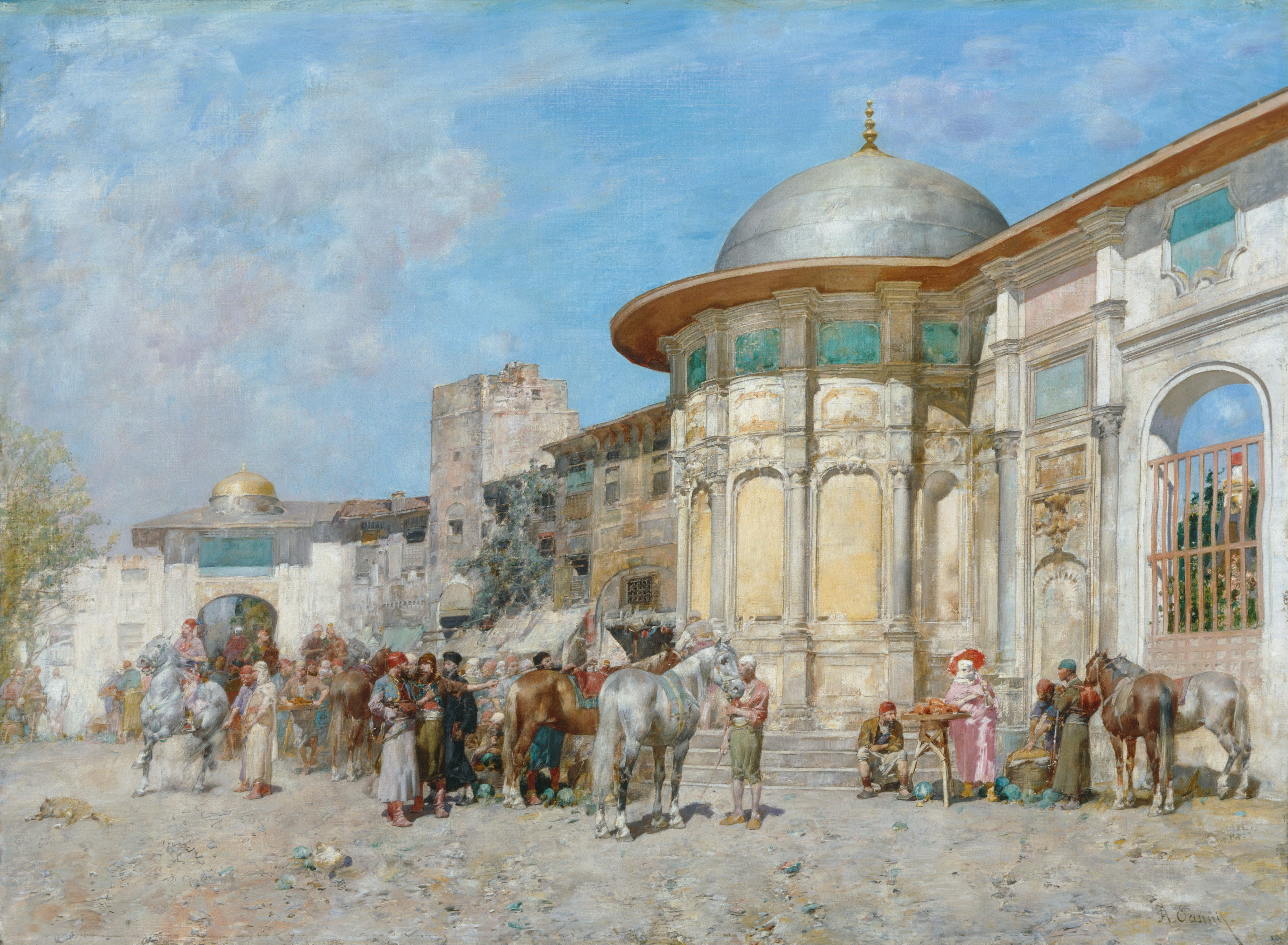
یک بازار اسب‌فروشی در سوریه بین ۱۸۲۶ و ۱۸۹۹ م. اثر آلبرتو پاسینی
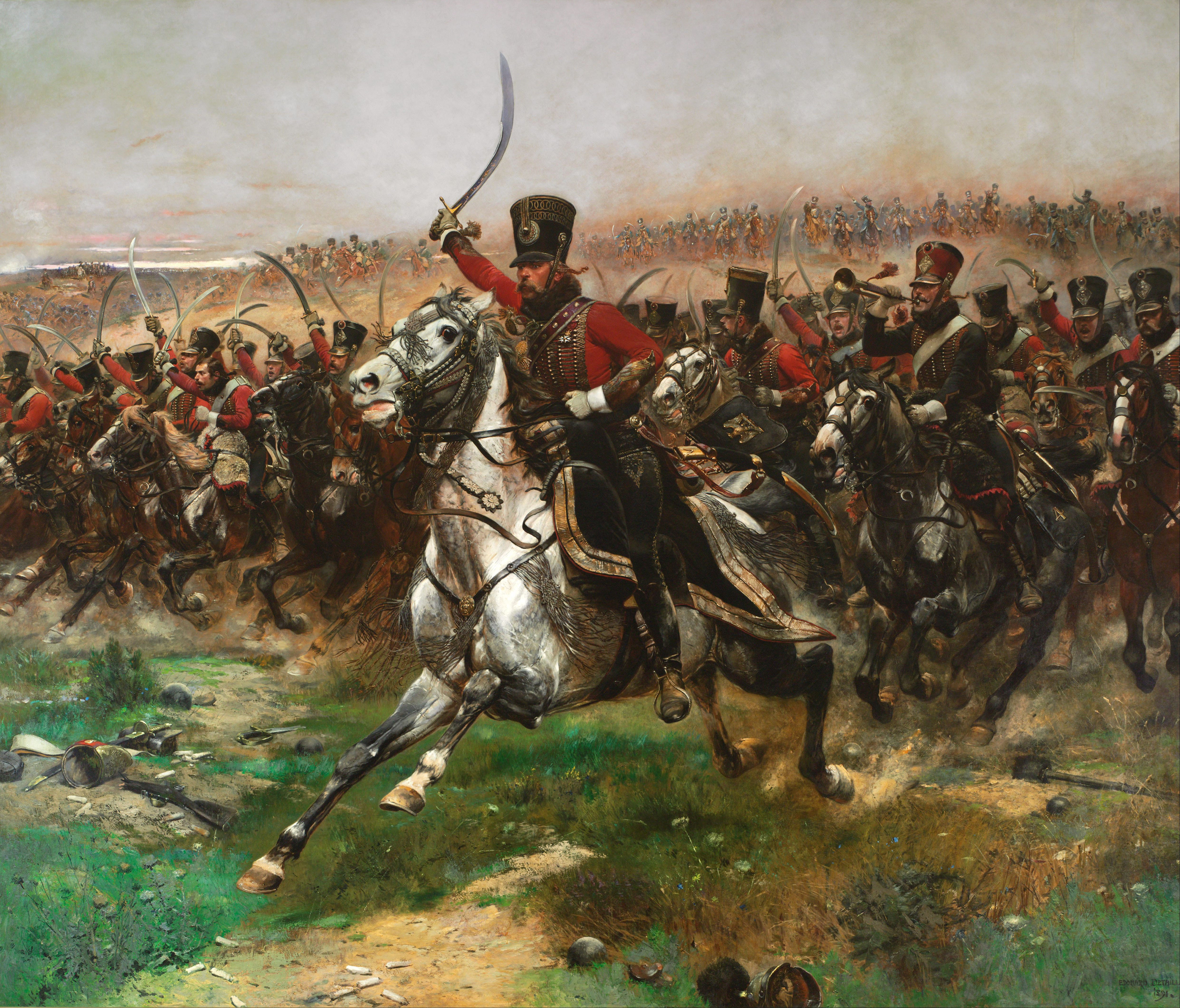
زنده‌باد امپراتور! ۱۸۹۱ م. اثر ادوارد دوتای
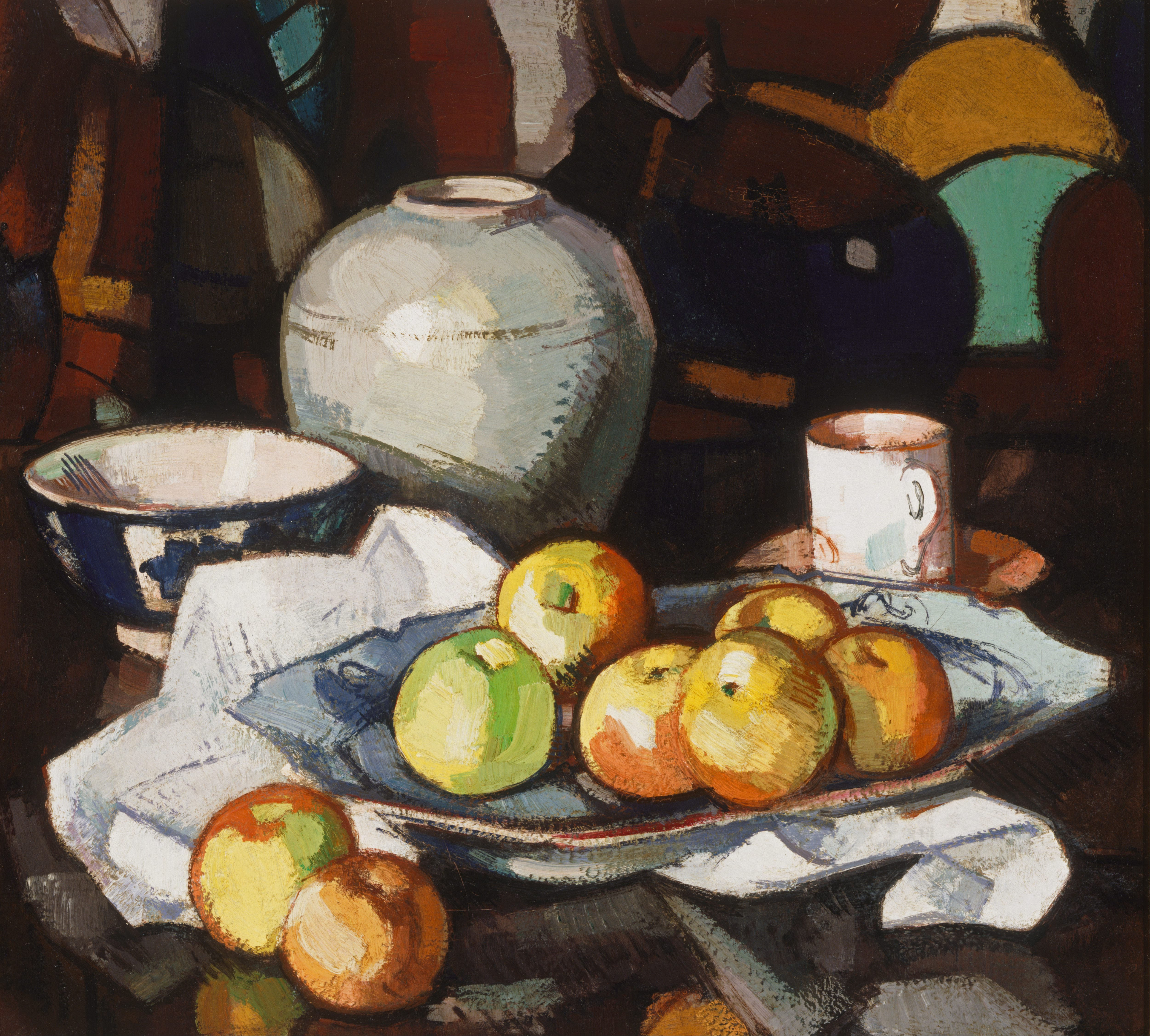
طبیعت بی‌جان سیب‌ها و بستو بین ۱۹۱۲-۱۶ م. اثر ساموئل پپلو
خانهٔ جدید ۱۹۵۳ م. اثر جان براک
میز صبحانه ۱۹۵۸ م. اثر جان براک
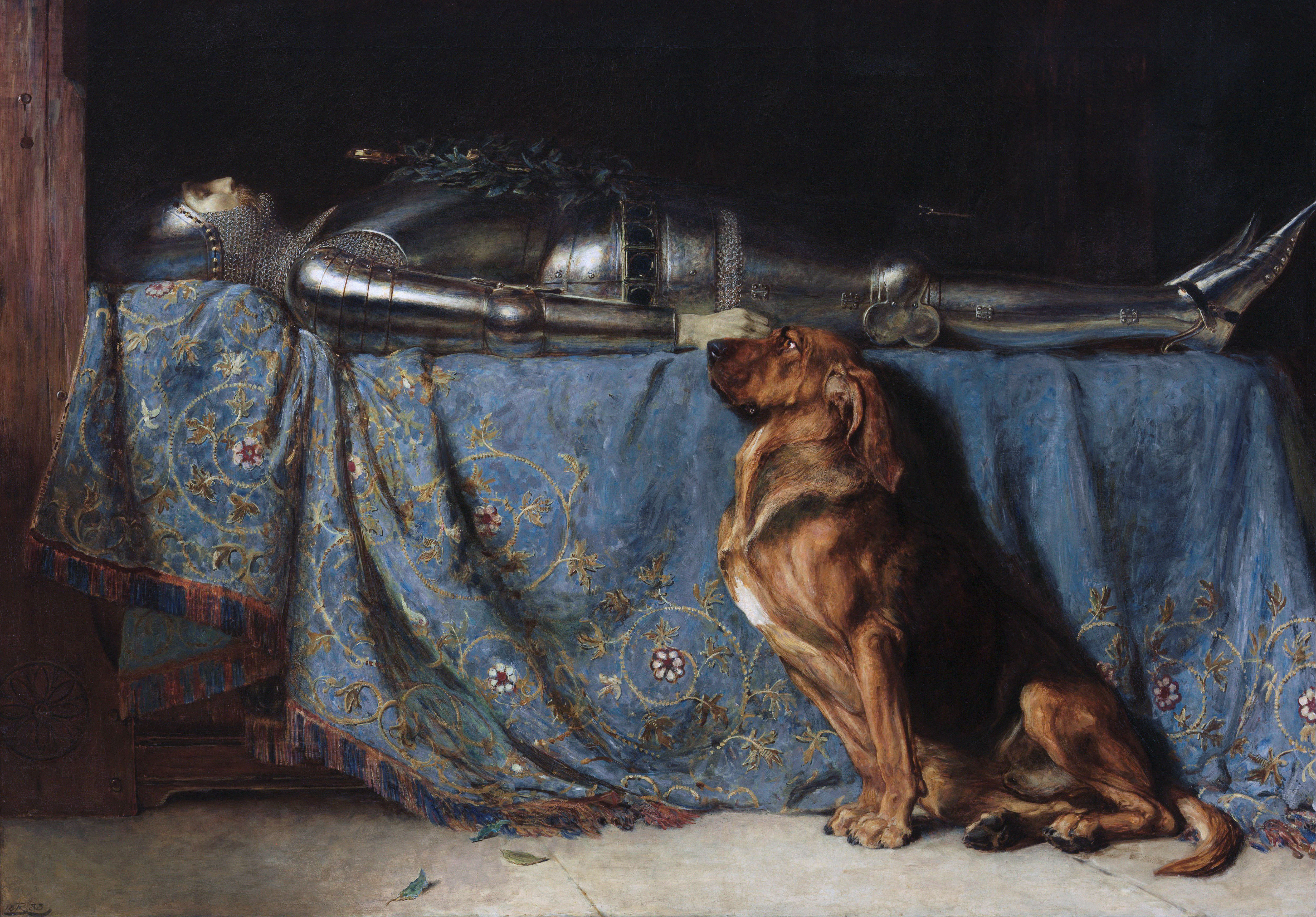
رِکوئی‌اِسکات ۱۸۸۸ م. اثر برایتون ریویر
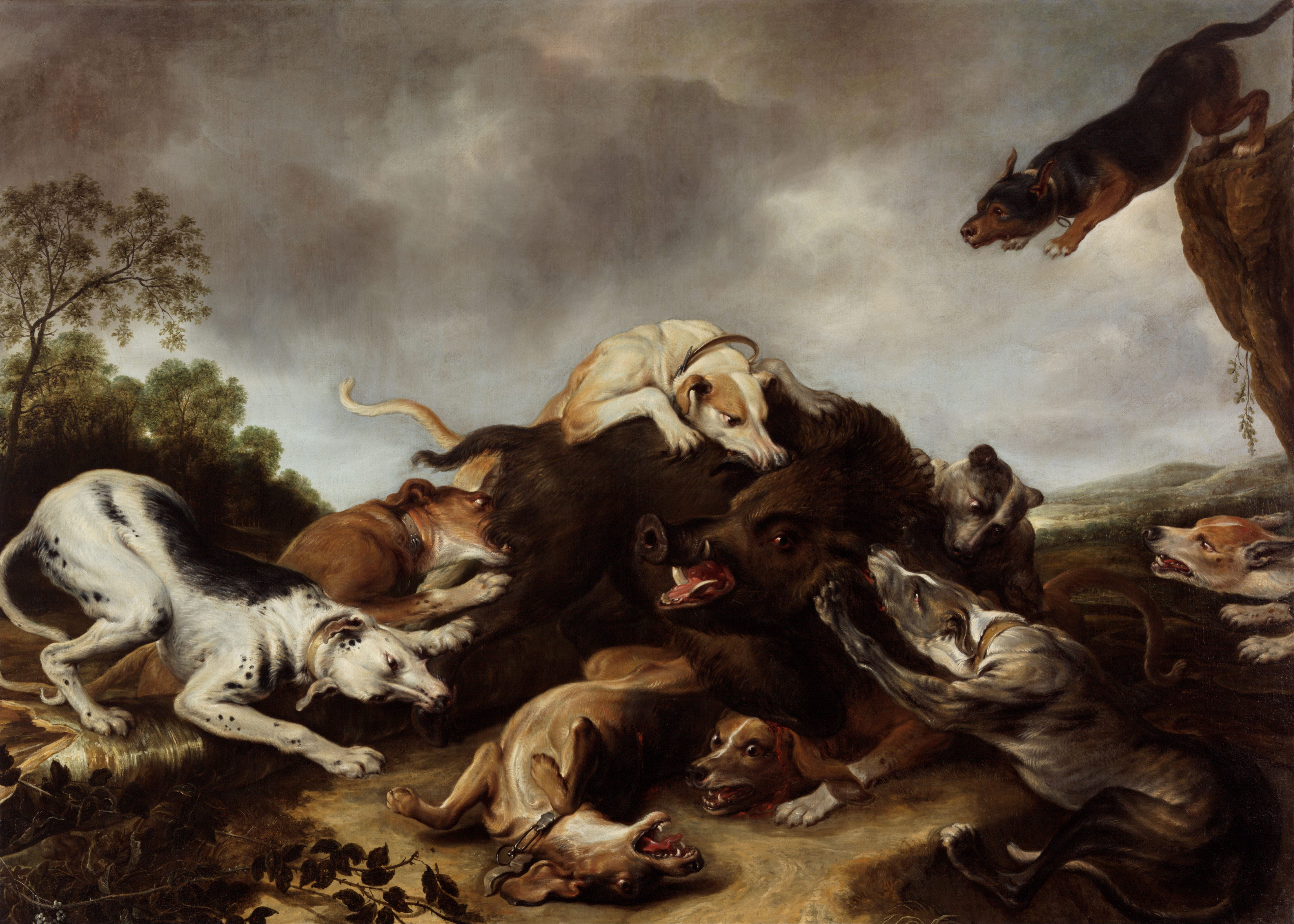
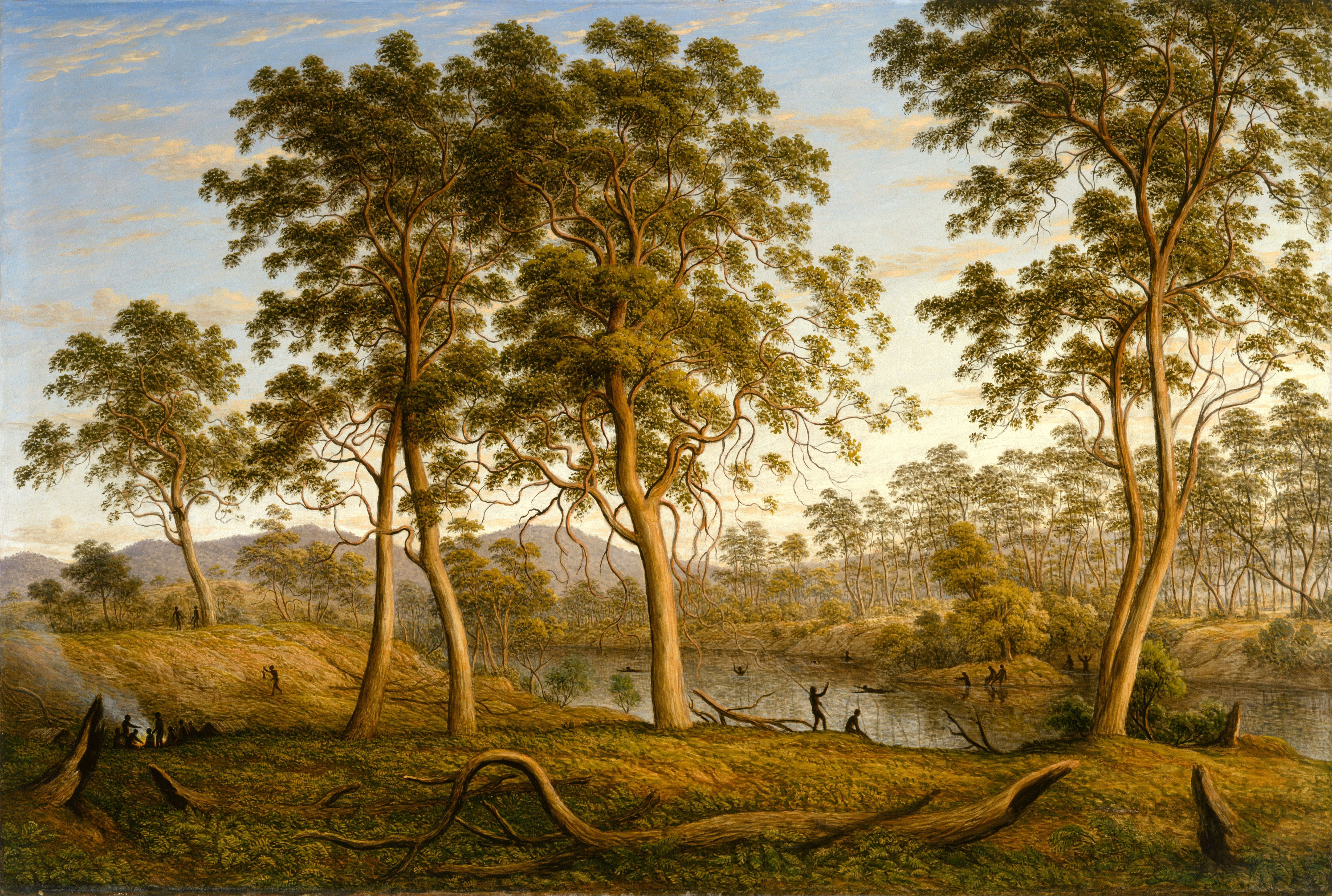
بومیان در رودخانه اوز ، سرزمین ون دیمن ۱۸۳۸ م. اثر جان گلاور
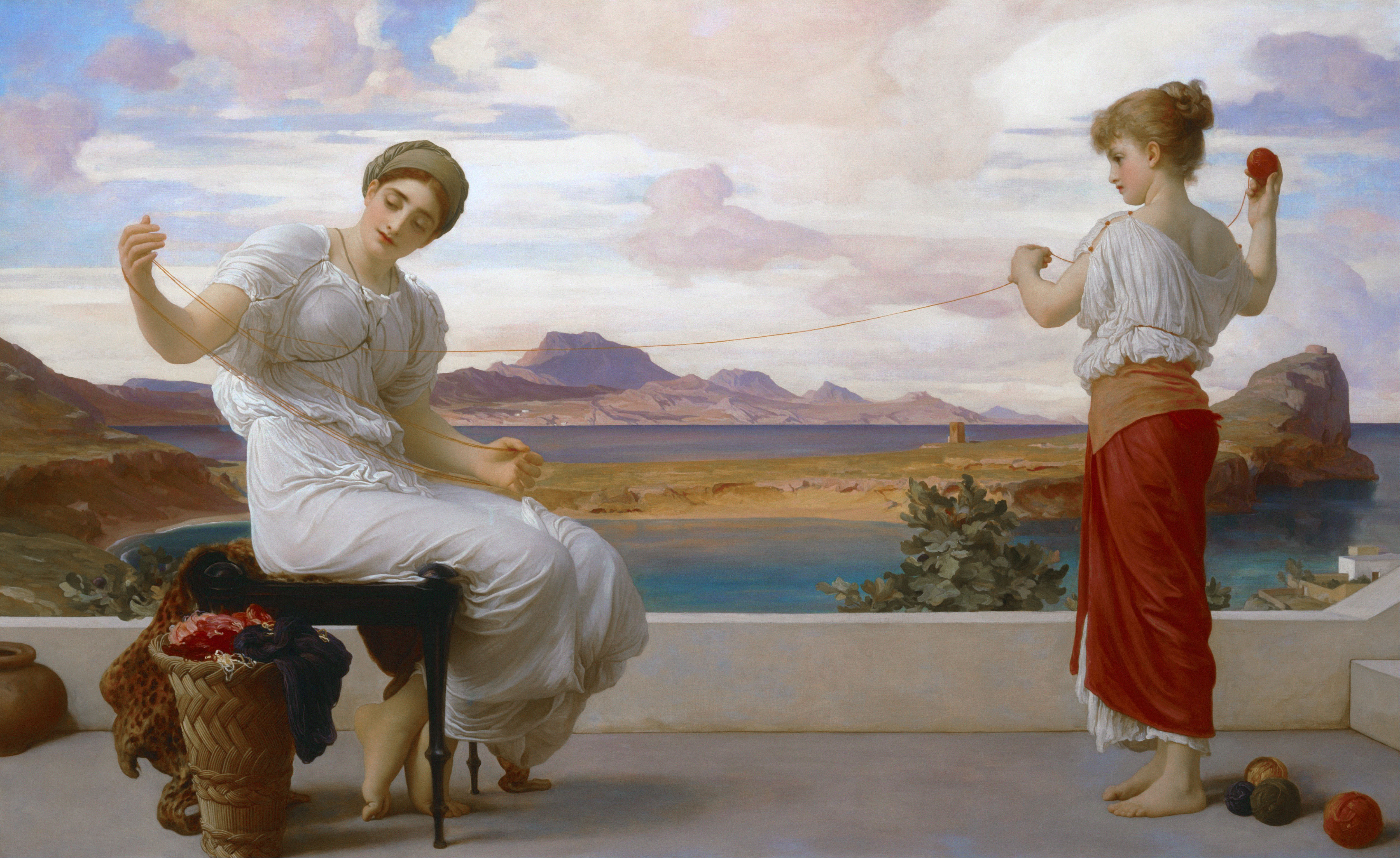
بازکردن گلولهٔ نخ پشمی
حوالی ۱۸۷۸ م.
اثر فردریک لیتون